# Dači
Dači od Iberije (gruz. დაჩი), iz dinastije Hosroidi, bio je kralj Iberije od 522. do 534. godine. Ime Dači potječe od srednjoperzijskog Dārčīhr, a samo je po sebi spoj iranskih riječi dar ("sud, palača") i čihr [ag] ("sjeme, podrijetlo").
Dobio je teritorijalni epitet Udžarmeli (უჯარმელი, tj. "od/iz Udžarme") jer je mnoge godine proveo u svom prebivalištu, utvrđenom gradu Udžarmi.
Bio je nastariji sin Vahtanga I. Gorgasalija i naslijedio ga je na prijestolju nakon njegove smrti. Smatra se stvarnim prvim graditeljem nove prijestolnice Gruzije - Tiflisa, budući da njegov otac nije imao vremena dovršiti započeti posao. Pokušao je održati mirne odnose s Perzijom, kakone bi isprovocirao napade, nastavljajući politiku jačanja gradova svog kraljevstva, uključujući značajno utvrđivanje Tiflisa. Aktivno je kristijanizirao planinska plemena gradeći crkve posvuda. Za vrijeme njegove vladavine sagrađena crkva Ančishati, najranija sačuvana crkva u Tbilisiju.
Naslijedio ga je sin Bakur II.